# Pseudoeurycea melanomolga
Pseudoeurycea melanomolga és una espècie d'amfibi urodel (salamandres) de la família Plethodontidae. És endèmica de Mèxic i conegut pels voltants del Cofre de Perote al centre-oest de Veracruz així com de dues localitats al nord-est adjacent de Puebla (prop de Teziutlán i González Ortega).

## Descripció
L'holotip és una femella adulta que mesura 72 mm de longitud del musell i la ventilació. Falta la cua, però probablement hauria estat almenys tan llarga com el cos. Hi ha un plec regular transversal lleuger, amb els solcs associats que arriben a la línia dorsal mitjana. La coloració és negre porpra a la part superior i una mica més clara a la part ventral. Hi ha taques dorsals aparellades corresponents als solc costals, poques taques als costats i una taca més prominent a l'extrem lateral de cada plec gular.

## Hàbitat i conservació
Els hàbitats naturals de Pseudoeurycea melanomolga són boscos de pins i herba en grapat per sobre de la línia dels arbres, a cotes de 2,250–4,000 m sobre el nivell del mar. És una espècie terrestre que es troba normalment sota roques i troncs en sòls humits. Tolera cert grau de modificació de l'hàbitat, però tanmateix està amenaçat per la pèrdua d'hàbitat causada per l'explotació forestal, l'agricultura (incloent la neteja del bestiar i les pràctiques de tala i crema) i els assentaments humans. No se sap que es produeixi en cap àrea protegida.
Està amenaçada d'extinció a causa de la destrucció del seu hàbitat.